# Eugen Goldstein
Eugen Goldstein (5 de septiembre de 1850-26 de diciembre de 1930) fue un físico alemán. Fue un investigador que se hizo reconocido gracias a su descubrimiento de los rayos anódicos.
Fue profesor de la Universidad de Berlín. Se dedicó a investigar las descargas en los gases enrarecidos. Oponiéndose a Crookes, creyó que los rayos catódicos eran, a semejanza de la luz, de naturaleza ondulatoria.
Los planteamientos de Goldstein fueron los que le dieron la posibilidad a Thomson para que los recogiera y formulara el modelo atómico de Thomson (el pudín de pasas).

## Biografía
Goldstein nació en 1850 en, Gleiwitz, Alta Silesia, hoy Gliwice, Polonia. Estudió en Breslau y después, con Helmholtz en Berlín. Goldstein trabajó en el Observatorio de Berlín desde 1878 hasta 1890, pero pasó la mayor parte de su carrera en el Observatorio de Potsdam, donde se convirtió en jefe de la sección de astrofísica en 1927. También trabajó como abogado de Inmigración judía. Murió en 1930 y fue enterrado en el cementerio judío de Weißensee en Berlín.

## Trabajo y obra
A mediados del siglo XIX, Julius Plücker investigó la luz emitida en los tubos de descarga y la influencia de campos magnéticos en el resplandor. Más tarde, en 1869, Johann Wilhelm Hittorf estudió los tubos de descarga de rayos de energía que se extiende desde un electrodo negativo, el cátodo. Estos rayos de fluorescencia producida cuando golpean las paredes de vidrio de un tubo, y cuando es interrumpido por un objeto sólido que arrojan una sombra.
En la década de 1870 Goldstein había realizado sus propias investigaciones de los tubos de descarga, y nombró a las emisiones de luz estudiados por otros Kathodenstrahlen, o los rayos catódicos. En 1886, descubrió que los tubos de descarga de cátodo perforado también emiten una luz al final del cátodo. Goldstein llegó a la conclusión que, además de los rayos catódicos ya conocidos (posteriormente reconocidos como electrones, que se mueven desde el cátodo con carga negativa hacia el ánodo cargado positivamente), hay otros rayos que viajan en la dirección opuesta. Debido a que estos últimos rayos pasaban a través de los agujeros, o canales, en el cátodo, Goldstein llamó kanalstrahlen, o rayos del canal. Están compuestos de iones positivos, cuya identidad depende de la de gas residual en el interior del tubo. Fue otro de los estudiantes de Helmholtz, Wilhelm Wien, que más tarde llevó a cabo extensos estudios de los rayos del canal, y en el tiempo esta obra se convertiría en parte de la base de la espectrometría de masas. 
El rayo de ánodo con la mayor relación e / m proviene del gas hidrógeno (H2), y está hecho de iones H +. En otras palabras, este rayo es de protones. El trabajo de Goldstein con los rayos de ánodo de H + fue aparentemente la primera observación de que el protón, aunque estrictamente hablando se podría argumentar que era Wien, que mide la relación e / m del protón y tiene el mérito de su descubrimiento. 
Goldstein también se utilizan tubos de descarga para investigar cometas. Un objeto, como una pequeña bola de cristal o de hierro, colocados en el camino de los rayos catódicos produce emisiones secundarias a los lados, hacia el exterior en la quema de una manera que recuerda la cola de un cometa. Véase el trabajo de Hedenus para las fotos e información adicional.
El descubrimiento de Eugen Goldstein sobre estos rayos, que fue debidamente apreciado en su tiempo, constituyó después una de las piedras fundamentales para la construcción de la física contemporánea. En efecto, gracias a los rayos canales se dispuso por primera vez de enjambres de átomos en movimiento rápido y ordenado, cuya aplicación resultaría fecundísima en varias ramas de la física atómica, como, por ejemplo, en el estudio de los isótopos.

## Otras lecturas
- Hedenus, M., Der Komet in der Entladungsröhre Archivado el 20 de marzo de 2012 en Wayback Machine., 2007, GNT-Verlag
- Brief obituary of Eugen Goldstein, Nature, 1931, volume 127, page 171
- Goldstein, E., "Über eine noch nicht untersuchte Strahlungsform an der Kathodeinducirter Entladungen" in Berlin Akd. Monatsber. II, 1886, page 691
- «Ueber eine noch nicht untersuchte Strahlungsform an der Kathode inducirter Entladungen». Annalen der Physik 300 (2): 37-48. 1898. Bibcode:1898AnP...300...38G. doi:10.1002/andp.18983000105.
- Goldstein, E., "Vorläufige Mittheilungen über electrishe Entladungen Verdünnten Gasen" in Berlin Akd. Monatsber., 1876, page 279
- von Traubenberg, H. Rausch (septiembre de 1930). «Die Bedeutung der Kanalstrahlen für die Entwicklung der Physik - Eugen Goldstein zur Vollendung seines achtzigsten Lebensjahres». Naturwissenschaften 18 (36): 773-776. Bibcode:1930NW.....18..773R. doi:10.1007/BF01497858.|url=http://springer.metapress.com/content/l332316358227788/fulltext.pdf (enlace roto disponible en Internet Archive; véase el historial, la primera versión y la última).

- Datos: Q61433
- Multimedia: Eugen Goldstein / Q61433